# Bothriechis nigroviridis
Bothriechis nigroviridis är en huggorm som beskrevs 1859 av Wilhelm Peters. Arten ingår i släktet Bothriechis och familjen Viperidae. Inga underarter finns listade.
Arten förekommer i Costa Rica och västra Panama. Honorna lägger inte ägg utan föder levande ungar.